# Murádin László
Murádin László (Harasztos, 1930. november 29. – Kolozsvár, 2022. február 9.) örmény származású erdélyi magyar nyelvész. Murádin Jenő művészettörténész bátyja.

## Életútja
Az erdélyi örmény Murad család leszármazottja.
Középiskolai tanulmányait a gyulafehérvári Majláth Gimnáziumban, a kolozsvári Piarista Főgimnáziumban és a marosvásárhelyi Bolyai Líceumban végezte, a Bolyai Tudományegyetemen szerzett magyar nyelv és irodalom szakos tanári oklevelet (1954). Még egyetemi hallgató korában a Magyar Nyelvészeti Tanszék gyakornoka, majd ugyanitt tanársegéd. 1958-tól a Román Akadémia kolozsvári Nyelvtudományi és Irodalomtörténeti Intézetének tudományos munkatársa, 1964-től főkutató. Az akadémia nyelvtudományi intézetében 1968 óta az egyetlen romániai nyelvészeti és irodalomtörténeti szakfolyóirat, a Nyelv- és Irodalomtudományi Közlemények szerkesztője.

## Munkássága
Kutatási területe a magyar nyelvjárástan, a romániai magyar nyelvjárások nyelvföldrajzi vonatkozásai. Részt vett a keleti székely, moldvai csángó és az aranyosszéki tájnyelvi atlaszok adatgyűjtő munkájában. E tárgykörben megjelent tanulmányai a NyIrK-ben: Az ikes ragozás állapota és használatának nemzedékek szerinti megoszlása Háromszéken (1957/1); „Mutatvány az Aranyosszéki Tájnyelvi Atlasz”-ból (1958/1-4); Az ly hang a moldvai csángó nyelvjárásban (1965/1). A mintegy 3400 címszavas kérdőfüzettel végzett, 136 falura kiterjedő általános nagyatlasz, a Romániai Magyar Nyelvjárások Atlasza nyelvföldrajzi adatainak gyűjtője, a mű szerkesztője Juhász Dezső. Szaktanulmányai általában e témához kapcsolódnak, s az atlasz adataira épülnek a NyIrK hasábjain: Adatok a muskátli elnevezéseinek szóföldrajzához (1967/1); Az ellik és rokon értelmű társainak jelentésköre (1976/1); Állathívogató és -űző szavak erdélyi nyelvföldrajza (1957/1 és 1978/1); Az e/ë fonémakülönbség megléte és megoszlása a romániai magyar nyelvjárásokban (1980/2); A mezőségi a-zás (1989/1).
Munkatársa az Európai Nyelvatlasznak (Atlas linguarum Europae), gyűjtője az atlasz romániai magyar kutatópontjai anyagának. Tagja a román akadémiai nagyszótár (Dicţionarul Limbii Române) etimológiai bizottságának. Szaktanulmányait közölte a debreceni Magyar Nyelvjárások és a budapesti Magyar Nyelvőr is. Nyelvjárástani munkásságáért a Magyar Nyelvtudományi Társaság Csűry Bálint-emlékéremmel tüntette ki.

## Nyelvművelő tevékenysége
A nemzetiségi élet igényei szempontjából jelentős nyelvművelő, nyelvi ismereteket terjesztő tevékenysége is a romániai magyar sajtóban. Ilyen tárgyú írásait közölte az Előre, A Hét, Utunk, Művelődés, Dolgozó Nő; állandó nyelvművelő rovatot tartott a kolozsvári Igazság és a marosvásárhelyi Új Élet hasábjain. „A nyelvművelés itt már nem nyelvészeti, hanem társadalmi kérdés” – vallja Nyelvművelésünk új lendülete c. Korunk-cikkében (1971/10). Társszerkesztője az Anyanyelvünk művelése c. kiadványnak (1975), válogatásában és jegyzeteivel jelentek meg Kosztolányi Dezső nyelvművelő írásai Gondolatok a nyelvről címen (1977, Téka), egyik szerzője a Korunk Füzetek Nevek térben és időben c. névtudományi számának (1984). 1989 decemberétől a Szabadság, Falvak Népe, Erdélyi Figyelő nyelvművelő munkatársa.

## Díjai, elismerései
- Csűry Bálint-emlékérem, Magyar Nyelvtudományi Társaság, 1982
- B. P. Hașdeu-díj, Román Akadémia, 1996
- Nyelvőrzés Díja, Anyanyelvápolók Erdélyi Szövetsége, 2000
- Lőrincze Lajos-díj, Anyanyelvápolók Szövetsége, 2002
- Gr. Mikó Imre-emléklap, Erdélyi Múzeum-Egyesület, 2006
- A Magyar Köztársasági Érdemrend lovagkeresztje, 2011
- A Tudomány Erdélyi Mestere Díj, Kolozsvári Akadémiai Bizottság, 2015

## Kötetei
- Anyanyelvünk művelése (cikkek és tanulmányok); Kriterion Kiadó, 1975 (szerk. Gálffy Mózessel)
- Szavak titka, Dacia Kolozsvár, 1977
- Szavak színeváltozása, Dacia Kolozsvár, 1983
- A romániai magyar nyelvjárások atlasza. I–XI. kötet. Magyar Nyelvtudományi Társaság, Budapest, 1995–2010. (szerk. Juhász Dezső; gyűjt. és összeáll. Murádin László; a térképeket kész. Tóth Tamás)
- Anyanyelvünk ösvényein. Nyelvművelő írások, Erdélyi Gondolat Kiadó, Székelyudvarhely, 1996
- A hely, ahol élünk. Barangolások Erdély helynevei között, Erdélyi Gondolat Kiadó, Székelyudvarhely, 1998
- Utak és nevek, Magyar Nyelv és Kultúra Nemzetközi Társasága, 2003
- Ki volt az a bizonyos Deákné? Rövid nyelvművelő írások, Europrint Könyvkiadó, Nagyvárad, 2003
- Anyanyelvi mozaik. Nyelvművelő írások, Erdélyi Gondolat Kiadó, Székelyudvarhely, 2004
- Erdélyi magyar családnevek, Europrint Könyvkiadó, Nagyvárad, 2005
- Erdélyi magyar nyelvföldrajz, Europrint Könyvkiadó, Nagyvárad, 2010
- Babér és borostyán: kalandozások anyanyelvünk csodálatos világában, Europrint Könyvkiadó, Nagyvárad, 2012
- Hókuszpókusz. Nyelvművelő írások; Europrint, Nagyvárad, 2014